# Pharyngomyia picta
Pharyngomyia picta är en tvåvingeart som först beskrevs av Johann Wilhelm Meigen 1824.  Pharyngomyia picta ingår i släktet Pharyngomyia och familjen styngflugor. Arten är reproducerande i Sverige. Inga underarter finns listade i Catalogue of Life.

## Bildgalleri

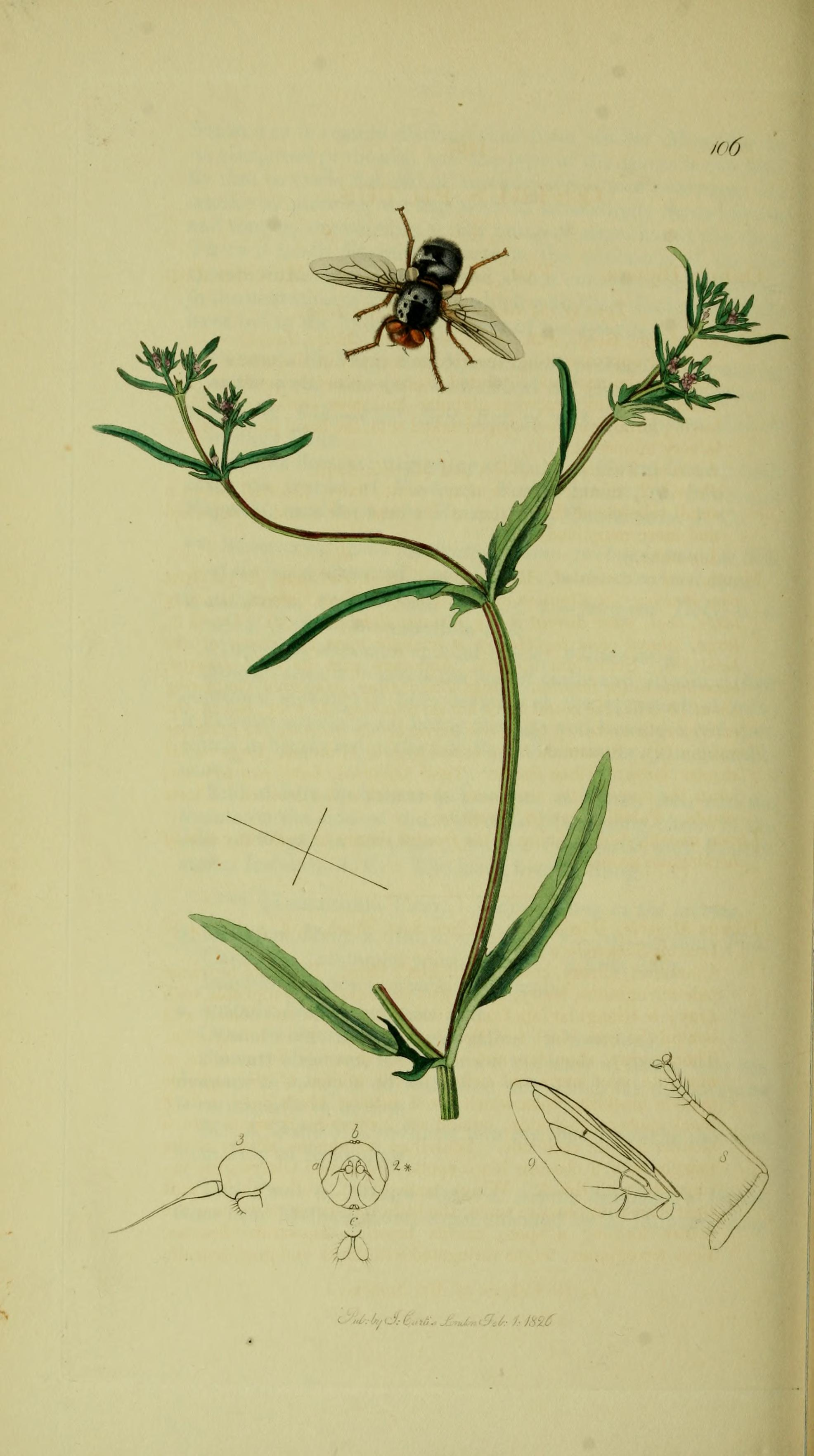